# Sébastien Vaillant
Sébastien Vaillant (26 de mayo de 1669 - 20 de mayo de 1722) fue un botánico francés. Él "inició la reforma de Botánica".
Vaillant nació en Vigny, Valle del Oise, en el seno de una familia de aparceros, que, aunque pobres, eran ambiciosos respecto del futuro de sus hijos.

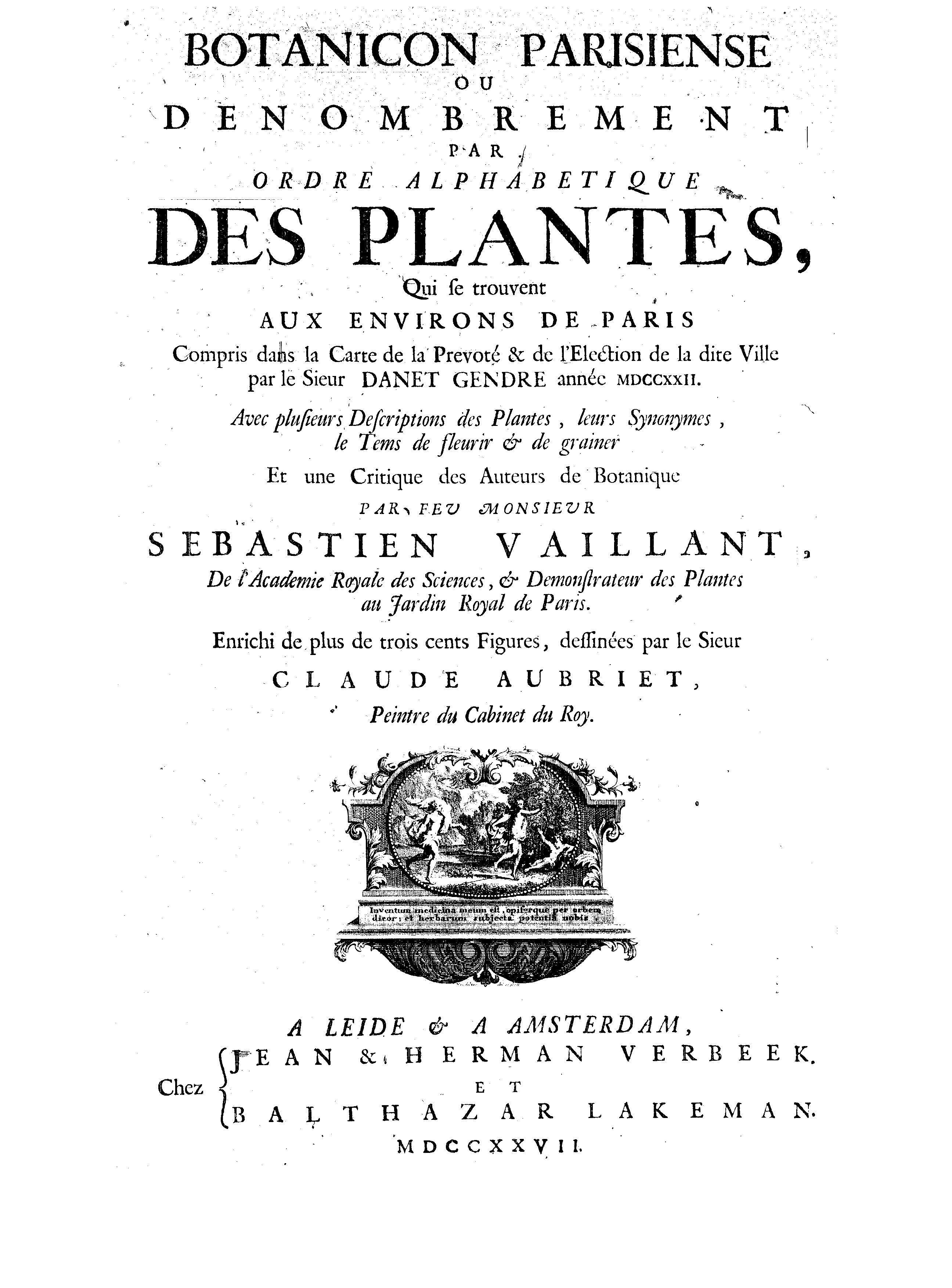
Página de guarda de la edición de 1727 de la Botanicon Parisiense

A los seis años acompañó a Monseñor Subtil en sus excursiones botánicas. A los 11 años fue organista del monasterio Benedictino. Estudió medicina y cirugía en Pontoise, y después se trasladó a París para ejercer como cirujano. Allí estudió botánica en el Jardin des Plantes con Joseph Pitton de Tournefort. Vaillant comenzó a trabajar en el Jardin des Plantes en 1702.
En 1716, Vaillant entró a la Académie des sciences, de París.
Se enfermó y quedó empobrecido al publicar su Botanicon Parisiense (o Dénombrement par ordre alphabétique des plantes qui se développent aux environs de Paris) ilustrada por Claude Aubriet, fruto de 36 años de trabajo. La obra, legada a Herman Boerhaave (1668-1738) quien hará grabar las ilustraciones y la publicará en 1727, fue particularmente importante en la historia de la botánica y una de las primeras en describir la flor. Vaillant introducía los términos de estambres, de ovario y de óvulo con los sentidos actuales.
Toda su vida, Vaillant se opuso a las tesis de su profesor Tournefort ; aun así este le dedicó un género, Valantia, que Carlos Linneo (1707-1778) transformará más tarde en Vaillantia (de la familia de Rubiaceae). Su herbario se conserva hoy en el Muséum national d'histoire naturelle.

## Publicaciones
- Discours sur la structure des fleurs: leurs différences et l'usage de leurs parties prononcé à l'ouverture du jardin royal de Paris, le Xe jour du mois de juin 1717 et l'établissement des trois nouveaux genres de plantes, l'araliastrum, la sheradia, la boerhaavia avec la description de nouvelles plantes rapportées au dernier genre (Leiden, 1718)
- Etablissement de nouveaux caractères de trois familles ou classes de plantes à fleurs composées; à cavoir, des Cynarocéphales, des Corymbifères et des Cichoracées. (Paris 1718—1721)
- Caractères de quatorze genres de plantes: le dénombrement de leurs espèces ; les descriptions de quelques-unes, & les figures de plusieurs. Paris, 1719

- Suite de l'éclaircissement de nouveaux caractères de plantes. Paris, 1721

- Remarques sur la méthode de M. Tournefort. París, 1722

- Sebastiani Vaillant botanicon Parisiense: operis majoris prodituri prodromus. Leiden, 1723

- Botanicon Parisiense ou, dénombrement par ordre alphabétique des plantes, qui se trouvent aux environs de Paris: avec plusieurs descriptions des plantes, leurs synonymes, les Termes de fleurir & de grainer et une critique des auteurs de botanique /par Sebastien Vaillant ; enrichi de plus de trois cents figures, dessinées par le sieur Claude Aubriet. Leiden, 1727

## Honores

### Eponimia
Género
- (Rubiaceae) Vaillantia Hoffm.[2]

Especies
- (Asteraceae) Osteospermum vaillantii (Decne.) Norl.[3]

- (Crassulaceae) Bulliarda vaillantii Schimp. ex Britten[4]

- (Cyperaceae) Eriophorum vaillantii Poit. & Turpin[5]

- (Dipsacaceae) Cephalaria vaillantii Schott ex Roem. & Schult.[6]

- (Scrophulariaceae) Veronica vaillantii Rchb. ex Nyman[7]

- (Solanaceae) Solanum vaillantii Dunal ex Poir.[8]

- La abreviatura «Vaill.» se emplea para indicar a Sébastien Vaillant como autoridad en la descripción y clasificación científica de los vegetales.[9]